# 新西兰议会
新西蘭國會（英語：New Zealand Parliament；毛利语：Pāremata Aotearoa）是新西兰王國的最高立法机构，国会的体制是沿循英国国会的西敏议会制，新西兰众议院再加上国王會同國會（King-in-Parliament）即构成新西兰的一院制立法体制。通常情况下，紐西蘭國會仅指新西兰众议院。直至1950年，还包含新西兰立法会即上议院。
众议院自1865年以来一直位于新西兰首都威靈頓的国会大厦举行会议。它由120名议员（国会议员）组成。72名议员自單一選區选出，包含7席毛利人保障席位，其余的由政党名單比例代表制中選出。新西兰不允许被判刑的囚犯投票。

## 组成和权力

### 君主
「新西兰君主」是国家行政及立法机构的一部分，也是国家元首。由于君主并非居住于新西兰，所以他们都会以总督代表。总督实际的权力只限于签署下议院通过的法案、于每个新会期开始时发表由政府撰写的施政报告，以及（听从总理的建议）解散下议院。

### 下议院
下议院是国会唯一由选举产生的部分。新西兰众议院共有120个议员议席、1位议长，议员的任期是自当选至议会解散（最长三年）。新西兰的政府按照西敏制设计，新西兰总理通常是议会多数党的领袖。

### 上议院
1951年新西兰上议院被废除前，新西兰上议院议员均由新西兰总督任免。

## 程序
下议院议长是由下议院投票产生的。